# Inkák
Az inka név eredetileg a kecsuák egyik törzsének az uralkodóját jelölte, ma már azonban az általa uralt egész birodalom népét és kultúráját ezzel a névvel jelölik.

## Az Inka Birodalom
A 12. században egy őslakos dél-amerikai indián törzs útnak indult a perui hegyek között, hogy a termékeny Cuzco völgyben új otthonra leljen. A főváros, Cuzco fölemelkedése a 13. században kezdődött. 1438-ban a második inka, Pacsakutek Cuzcóból indított hódító háborút. Északon a mai Kolumbiáig, délen Közép-Chiléig jutott. Utóda, Tupac Amaru folytatta a hódító háborúkat. A 15. század végére már 1 millió 140 ezer négyzetkilométer kiterjedésű birodalmat mondhattak magukénak, amelyben 10 millió ember élt. Eredményeiket erős hadseregeiknek és jól szervezett közigazgatásuknak köszönhették. Az inkák bevezettek újításokat is, és az őket megelőző civilizációk eredményeit is sikeresen adoptálták és alkalmazták. Az utak építését már az előzőleg itt élt népek elkezdték, az inkák pedig továbbfejlesztették a hálózatot.
Mérnökeik felügyeletével kb. 16 ezer kilométernyi kövezett utat építettek, s ezek az egész országot behálózták. Az utak mentén pihenőházakat (tambo) építettek, amely hatékony futárszolgálatuk alapja volt. A tambók egyidejűleg voltak boltok és díjbeszedő helyek, ahol az utazóktól beszedték az útdíjat. Itt kaptak élelmet és tiszta ruhát a futárok és az állami alkalmazottak. Az információkat külön erre a célra kiképzett futárok hordták a birodalom távoli részeibe. A futár (chasquis) elindult a hírrel, és addig futott, míg a következő tambóhoz, pihenőhelyhez nem ért. Itt egy másik pihent futár vette át az információt tartalmazó csomóírást (kipu), és ő futott vele a következő pihenőhelyig. Ez a rendszer egy gyors és hatékony postaszolgálat üzemeltetését tette lehetővé. Így kommunikáltak egymással a harcoló csapatok, és így jutottak el a hírek a birodalom központjába. A megszállt területek falvainak lakóit kötelezték az utak és a pihenőházak folyamatos karbantartására. Elöljáróságok jöttek létre, melyek az adók beszedését és a földek elosztását intézték. Ezekből az elöljáróságokból kis társadalmi közösségek alakultak ki. A birodalom élén az istenként tisztelt Sapa Inka (Nap fia), a legfőbb uralkodó állt, ő volt a Napisten képviselője a Földön.
Amikor 1525-ben az uralkodó, Huayna Capac meghalt, polgárháború tört ki két trónkövetelő között. Az 1532-ben partra szálló spanyolok egy már szétesőfélben lévő birodalmat találtak, így kevesen is győzni tudtak. Vezérük, Francisco Pizarro elfogatta Atahualpa inka uralkodót, aranykincseit ígérgetések fejében kicsikarta, végül kivégeztette. 1533-ra az egész Inka Birodalom európai (spanyol) uralom alá került.

## Inka világkép
Az inkák nézete szerint az ember kötelessége a természet megőrzése és megvédése. E szerint szükséges az emberek és a természet közötti kölcsönösség fenntartása.
Hitük szerint a világegyetemet Viracocha teremtette, minden az ő irányítása alatt állt.

## Inka törvénykezés
A föld közös tulajdonban volt. A legnagyobb bűnnek a hazugság, a lopás és a lustálkodás számított; ezeket halállal sújtották – az út mellé láncolták a törvényszegőket, az arra járóknak joga volt megkövezni őket, majd a holttestüket a szemétdombra vetették.

## Inka technika

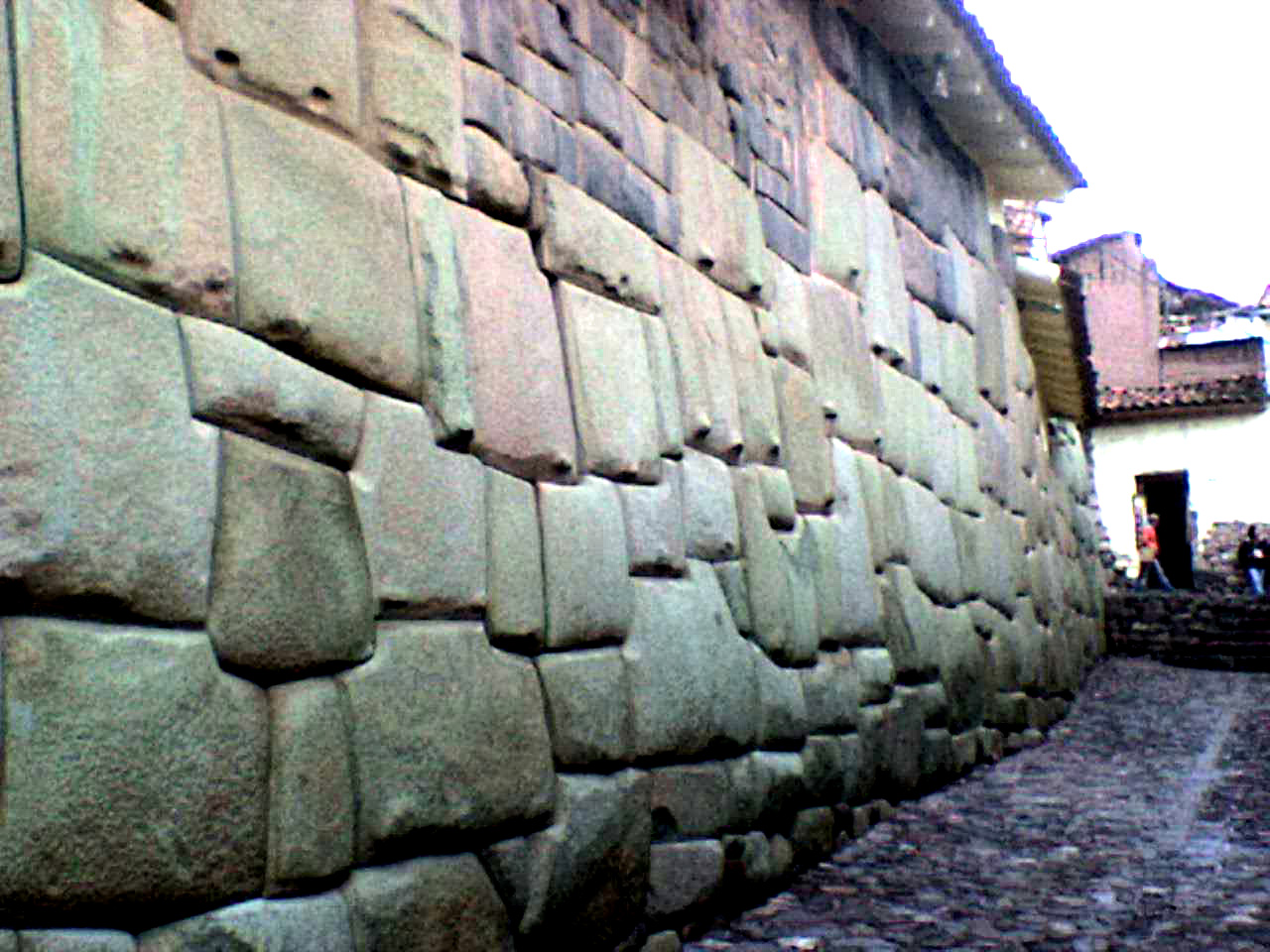
Inka fal Cuzcóban

A kereket ugyan ismerték, de nem használták teherhordásra, csak játékok készítésére. Kőutakat építettek, hogy könnyebb legyen a közlekedés. Nem ismerték az állati erővel történő teherszállítást, a lovak csak a spanyol hódítókkal jelentek meg az Andokban. Nem használtak kötőanyagot a házak falának építéséhez, a szabálytalan alakú köveket egymáshoz csiszolva rakták fel. Nagy gondot fordítottak az ily módon elkészült épületek felső szegleteinek domborművekkel való díszítésére. Ismerték az aranyat, de nem használtak fémeszközöket.

## Csomóírás
Az inkák nem tudtak írni és olvasni. Életükről különböző pontokon megcsomózott zsinórokkal, a quipukkal (lásd: kipu) készítettek feljegyzéseket. Így fontos adatokat tárolhattak a jelentős eseményekről, törvényekről, népességükről, aranytartalékaikról stb. 
A színek, a csomók száma (a tízes számrendszert használták) és a zsinór hossza fejezte ki a csomóírás tartalmát. A quipukat könyvelési rendszerként is használták, ezek segítségével gyűjtötték be és tartották számon az adókat. A quipukat futárok útján továbbították.

## Építészet
Építészetükre nem jellemző a piramis, de Nap-templomaikat és más reprezentatív építményeiket hatalmas, faragott kövekből rakták fel, a tagolatlan falfelületre csak a kőosztás vitt némi változatosságot.
Annál inkább díszítették a belső tereket: arany- és ezüsttárgyakkal, valamint színes szőnyegekkel fedték be a falakat.
Az építmények stabilitását a későbbi földrengések bizonyították. Míg a jóval későbbi gyarmatosításkori épületek romba dőltek, az inka kőfalak sértetlenek maradtak.
Lenyűgöző a teljesítményük, mivel birodalmukat mindössze 94 év alatt építették ki és fémszerszámok nélkül dolgoztak.
Inti napistent imádták, az Andok magas csúcsai között építették fel Machu Picchu-t, ahol a Nap-templomot a Nap-leányai őrizték.

## Aranyművesség
Az inkák az aranyművesség mesterei voltak. Sírjaikba gyakran helyeztek el kis aranyszobrokat. Sajnos a spanyol hódítók a legtöbbet beolvasztották.

## Szövés
Az inkák csodálatos, bonyolult mintájú, színes szőtteseket gyártottak. Gyakori díszítőelem volt a jaguár vagy a puma alakja. A gyapjút a hegyekben élő háziasított lámák és alpakák adták, a vikunyagyapjút csak a király ruháinak készítéséhez használták, de azt másnapra elégették.

## Földművelés
Az inkák mesterien tudták hegyvidéki birodalmuk minden megművelhető darabját hasznosítani. A meredek hegyoldalba teraszokat vágtak, amelyeket hegyi patakok vizével öntöztek. Annyi élelmiszert tudtak így termelni, és olyan sok háziállatot tarthattak, hogy a birodalom teljesen önellátó volt.